# Bokane
Bokane falu Horvátországban Verőce-Drávamente megyében. Közigazgatásilag Atyinához tartozik.

## Fekvése
Verőcétől légvonalban 32, közúton 43 km-re délkeletre, községközpontjától 10 km-re keletre, a Papuk-hegység területén, a Duboki és Kaonik-patakok összefolyásánál fekszik.

## Története
A település valószínűleg a 17. században keletkezett Boszniából érkezett pravoszláv vlachok betelepítésével. Az első katonai felmérés térképén „Dorf Bokani” néven találjuk. Lipszky János 1808-ban Budán kiadott repertóriumában „Bokane” néven szerepel. Nagy Lajos 1829-ben kiadott művében „Bokane” néven 59 házzal, 354 ortodox vallású lakossal szerepel. A 19. században birtokosa a Jankovich család német és magyarajkú lakosságot telepített ide, melyet a második világháború idején a partizánok elüldöztek.
1857-ben 270, 1910-ben 452 lakosa volt. 1910-ben a népszámlálás adatai szerint lakosságának 43%-a szerb, 38%-a német, 9%-a horvát, 7%-a magyar anyanyelvű volt. Verőce vármegye Szalatnoki járásának része volt. Az első világháború után 1918-ban az új szerb-horvát-szlovén állam, majd később (1929-ben) Jugoszlávia része lett.
1991-ben lakosságának 95%-a szerb nemzetiségű volt. A délszláv háború idején a település 1991 októberének elején már szerb ellenőrzés alatt volt. A horvát hadsereg 136. slatinai dandárja az Orkan-91 hadművelet során 1991. december 15-én foglalta vissza. 2011-ben 215 lakosa volt.

## Lakossága
| Lakosság változása | Lakosság változása | Lakosság változása | Lakosság változása | Lakosság változása | Lakosság változása | Lakosság változása | Lakosság változása | Lakosság változása | Lakosság változása | Lakosság változása | Lakosság változása | Lakosság változása | Lakosság változása | Lakosság változása | Lakosság változása |
| ------------------ | ------------------ | ------------------ | ------------------ | ------------------ | ------------------ | ------------------ | ------------------ | ------------------ | ------------------ | ------------------ | ------------------ | ------------------ | ------------------ | ------------------ | ------------------ |
| 1857               | 1869               | 1880               | 1890               | 1900               | 1910               | 1921               | 1931               | 1948               | 1953               | 1961               | 1971               | 1981               | 1991               | 2001               | 2011               |
| 270                | 377                | 327                | 443                | 522                | 452                | 499                | 575                | 176                | 208                | 194                | 183                | 168                | 116                | 192                | 215                |

## Nevezetességei
A falu 1907-ben épített pravoszláv harangtornya a második világháború idején megsemmisült.